# Bálint Balassi
Bálint Balassi (mađ. Gyarmati és kékkői báró Balassi Bálint, slovački: Valentín Balaša; Zvolen, 20. listopada 1554. — Ostrihom, 30. svibnja 1594.), mađarski renesansni lirski pjesnik. Pisao je uglavnom na mađarskom, ali je znao i sljedeće jezike: latinski, talijanski, njemački, poljski, turski, slovački, hrvatski i rumunjski. Osnivač je moderne mađarske lirske i erotske poezije.

## Životopis
Balassi je rođen u Zvolenu, u kraljevini Mađarskoj (danas dio Slovačke). Školovao se kod reformatora Pétera Bornemissza i njegove majke Anne Sulyok. Njegov prvi rad bio je prijevod djela Michael Bocka "Wurlzgertlein für die krancken Seelen" (objavljen u Krakovu), kako bi utješio oca dok je bio u poljskom egzilu. Na rehabilitaciji svog oca, Bálint ga je pratio na sudu, a prisustvovao je i na krunjenju skupštine u Presburgu (danas Bratislava), prijestolnice Kraljevine Mađarske, 1572. godine. Nakon toga, Balassi se priključio vojsci i borio se protiv Turaka kao časnik u tvrđavi Eger u sjeveroistočnoj Mađarskoj. Tamo je nasilno bio u vezi s Annom Losonczi, kćerkom kapetana Temišvara, i očigledno, iz njegovih stihova, vidi se kako ova ljubav nije bila uzvraćena. Ali, nakon smrti svog prvog muža, Ana je dala ruku Kristófu Ungnádu.
Naravno, Balassi je počeo shvaćati koliko je volio Annu kada ju je izgubio. On je nastavio s poklonima i stihovima, ali je ostao vjeran i nije prekršio njene bračne zavjete, tako da, jedino što je mogao uraditi bilo je to da sjećanje na nju ovjekovječi besmrtnim stihovima.
1574. je poslan u logor Gáspára Bekesa da mu pomogne u borbi protiv Stephena Báthoryija, ali njegovi vojnici su nađeni i ubijeni na putu do tamo, a on sam je bio ranjen i zarobljen. Kazna nije bila toliko surova. Zarobljeništvo je trajalo dvije godine, tijekom kojeg je pratio Báthoryja, koji je kasnije okrunjen za kralja Poljske. Balassi se vratio u Mađarsku ubrzo nakon smrti svog oca, Jánosa Balassija.
1584., Bálint je oženio svoju rođakinju, Krisztinu Dobó, kćerku hrabrog zapovjednika, Istvána Dobu od Egera. Ovo vjenčanje postalo je uzrok mnogih njegovih kasnijih nesreća. Rođaci njegove žene su ga skoro upropastili tijekom pravnih procesa, a kada je on prešao na katoličanstvo, da bi pobjegao od njihovih progona oni su klevetali da su on i njegov sin prešli na islam. Zbog bijega od žene i pravnih problema pratila ga je nekoliko godina neizvjesnost, ali je 1589. bio pozvan u Poljsku kako bi se borio u predstojećem ratu protiv Turaka. Do rata nije došlo, ali nakon boravka na Isusovačkom sveučilištu u Branjevu, Balassi, pomalo razočaran, vratio se u Mađarsku 1591. Nakon 15 godina od pridruživanja vojsci, umro je u opsadi Ostrogona zbog teške povrijede noge topovskim zrnom. Pokopan je u Hybeu, u današnjoj Slovačkoj.
Balassijeve pjesme se mogu podijeliti u četiri grupe: himne, patriotske i borilačke pjesme, ljubavne pjesme i adaptacije s latinskog i njemačkog jezika. One su sve originalne, izuzetno objektivne i tako odlične u pogledu stila da je teško i zamisliti da je on bio suvremenik Sebestyéna Tinódija Lantosa i Pétera Ilosvaya. Ali, njegove erotske pjesme predstavljaju njegova najbolja djela. One su opstajale u rukopisu generacijama i nisu bile tiskane sve do 1874., kada je Farkas Deák otkrio savršenu kopiju ovih pjesama u biblioteci Radványi. Po ljepoti, osjećanju i strasti ne postoji ništa slično u mađarskoj književnosti sve do doba Mihályja Csokonaija Vitéza i Sándora Petőfija. Balassi je također tvorac strofe koja se zove po njegovom imenu. Sastoji se od devet stihova, a b c c b d d b, ili tri rimovana para, naizmjenično s rimovanim trećim, šestim i devetim stihom. Jedna mađarska književna nagrada nosi Balassijevo ime.